# Estación de Ateca
Ateca es un apeadero ferroviario situado en el municipio español de Ateca en la provincia de Zaragoza, comunidad autónoma de Aragón. Cuenta con servicios de Media Distancia operados por Renfe.

## Situación ferroviaria
La estación se encuentra en el punto kilométrico 231,4 de la línea férrea de ancho ibérico que une Madrid con Barcelona a 582 metros de altitud, entre las estaciones de Bubierca y de Terrer. El tramo es de doble vía y está electrificado. 

## Historia
La estación fue inaugurada el 25 de mayo de 1863 con la apertura del tramo Medinaceli - Zaragoza de la línea férrea Madrid-Zaragoza por parte de la Compañía de los Ferrocarriles de Madrid a Zaragoza y Alicante o MZA. En 1941, la nacionalización del ferrocarril en España supuso la integración de la compañía en la recién creada RENFE.
Desde el 31 de diciembre de 2004 Renfe Operadora explota la línea mientras que Adif es la titular de las instalaciones ferroviarias.

## La estación
Si bien conserva su edificio para viajeros, renovado en 2009, el mismo permanece cerrado y ha sido sustituido por un pequeño refugio que se sitúa en el andén contrario. Se compone de dos andenes laterales y de dos vías. Los cambios de andén se realizan a nivel.
El horario de la estación es de 6.55 h a 22.40 h.

## Servicios ferroviarios

### Media Distancia
Renfe presta servicio de Media Distancia gracias a sus trenes Regionales en los siguientes trayectos:
| Línea MD | Trenes   | Origen/Destino   |  | Destino/Origen             |
| -------- | -------- | ---------------- |  | -------------------------- |
|          | Regional | Madrid-Chamartín |  | Lérida Zaragoza-Miraflores |
|          | Regional | Arcos de Jalón   |  | Zaragoza-Miraflores        |